# 沙羅洞

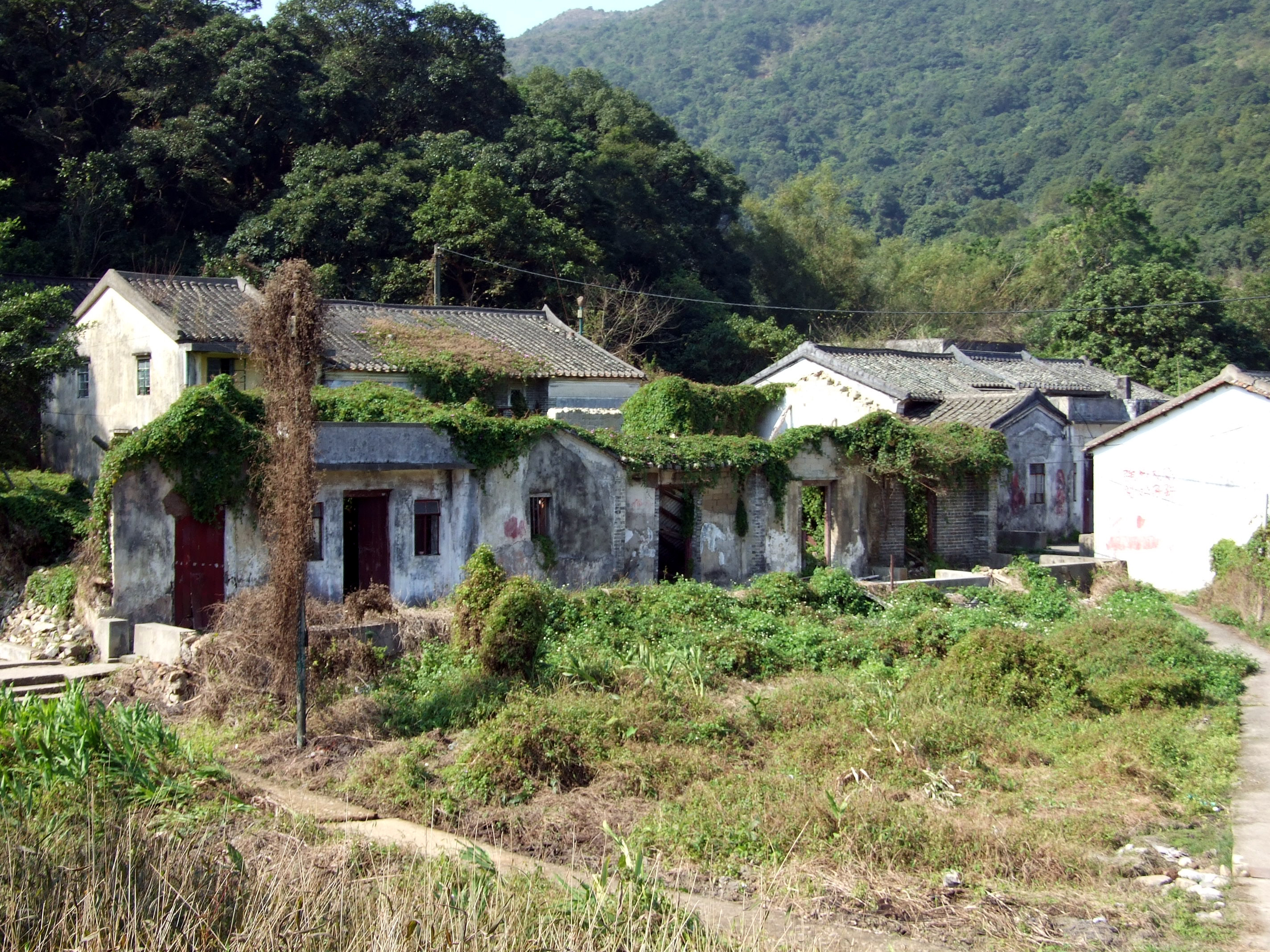
沙羅洞張屋

沙羅洞（英語：Sha Lo Tung），又寫作沙螺洞，是香港罕見的山谷淡水濕地，位於大埔九龍坑山與黃嶺之間，佔地約56公頃，因四周山嶺環抱、溪流匯聚而形成生態豐饒的盆地。1997年，其河溪與河岸被列為「具特殊科學價值地點」，並在政府「新自然保育政策」中列為全港第二優先保育地點，生態重要性僅次於米埔內后海灣拉姆薩爾濕地。
沙羅洞以蜻蜓多樣性聞名，記錄逾80種蜻蜓（佔全港六成物種），包括全球首次發現的伊中偽蜻及香港首次發現的扭尾曦春蜓。此外，此地孕育多種珍稀淡水魚、兩棲動物、哺乳動物及鳥類，並擁有至少百種稀有植物，被譽為「香港生態寶庫」。
沙羅洞歷史可追溯至300多年前的客家村落，1960年代仍為大規模水稻梯田，1970年代後因村民遷出漸成荒廢濕地。1990年代起，其生態價值受認可，但同時面臨發展壓力，包括高爾夫球場計劃、農地破壞、野戰活動、越野車侵擾及非法捕獵，導致濕地退化與入侵植物蔓延。
2017年，政府通過「非原址換地」方案，以修復堆填區換取沙羅洞土地作保育用途。自2018年起，環保團體在資助下展開濕地復育，修復水利系統、重建水體生境。2024年後，管理計劃持續推進，目標兼顧生態修復與公眾教育，以保護這片獨特的自然遺產。

## 歷史
乾隆年間，沙螺洞村李姓開基始祖為子禎公之長子第十六卋維仁公，妣為張氏育有三子，長學賢，次學泰三學群。
很久以前，沙螺洞的村民大多以種水稻維生，大片稻田包圍各個村莊。大約在1983年，發展商開始向村民購地，後來遭受到環保團體極力反對並不獲香港環境保護署通過，未能發展高爾夫球場及低密度住宅區。因此沙羅洞得以維持原貌。

## 保育
學者及環保人士均認為沙羅洞擁有豐富的生態資源，而香港政府亦早已認定沙螺洞是繼米埔後另一具生態價值的地方，並立該地為「具特殊科學價值地點」。
沙羅洞仍有許多未被污染的河流溪澗及茂密的風水林。這種環境孕育出170種草藥及近600種維束植物，100多種雀鳥，包括香港特有種香港鬥魚（Macropodus hongkongensis）在內的多種淡水魚、72種蜻蜓（如黃點大蜻）及8種為科學界首次發現的品種，沙羅洞也是世界唯一擁有兩個Macromidia屬蜻蜓物種的地方，分別是天使大偽蜻（Macromida katae）和伊中偽蜻（Macromidia ellenae），其中後者為香港特有種。
沙羅洞內的古老村落（如張屋村）雖然已破爛不堪，但其中仍能為昔日村民的生活作歷史的見證。港府已將荒廢的村屋列為香港二級歷史建築。
2018年4月1日，香港政府環境及自然保育基金撥款850萬予綠色力量，以監察及改善沙羅洞的生態環境。綠色力量正推行為期兩年的「沙羅洞生境及生物多樣性保育計劃2018至2020」管理協議，在11.45公頃範圍內進行生物多樣性研究，管理，及推動復耕。綠色力量亦將在沙羅洞建造自然保育區給自然教育徑，於2019年開放予公眾參觀。
政府於2017年與在該一帶附近擁有土地業權的發展商，原則上達成換地協議，以船灣堆填區現有的高爾夫球場土地作交換，並將在完成換地工作後，終止上述管理協議，改由漁護署或期委託的非政府團體進行保育管理。行政會議於2021年2月正式批准相關協議，隨後將與發展商繼續進行換地的後期工作以落實建議。

## 區議會議席分佈
由於沙羅洞人口稀少，所以往往跟鳳園、九龍坑等鄉村範圍劃為同一個選區。
| 年度/範圍  | 2000-2003      | 2004-2007      | 2008-2011      | 2012-2015      | 2016-2019      |
| ---------- | -------------- | -------------- | -------------- | -------------- | -------------- |
| 整個沙羅洞 | P17 康樂園選區 | P17 康樂園選區 | P17 康樂園選區 | P17 康樂園選區 | P17 康樂園選區 |

## 註腳
1. ↑  . Apple Daily 蘋果日報.   [2018-11-05]. （原始内容存档于2018-11-06）.
2. ↑  勞敏儀. . 香港01. 2018-11-05  [2018-11-05]. （原始内容存档于2018-11-05） （中文（香港））.
3. ↑  落實以非原址換地方案長遠保育沙羅洞